# Sant Vicenç de Rupià

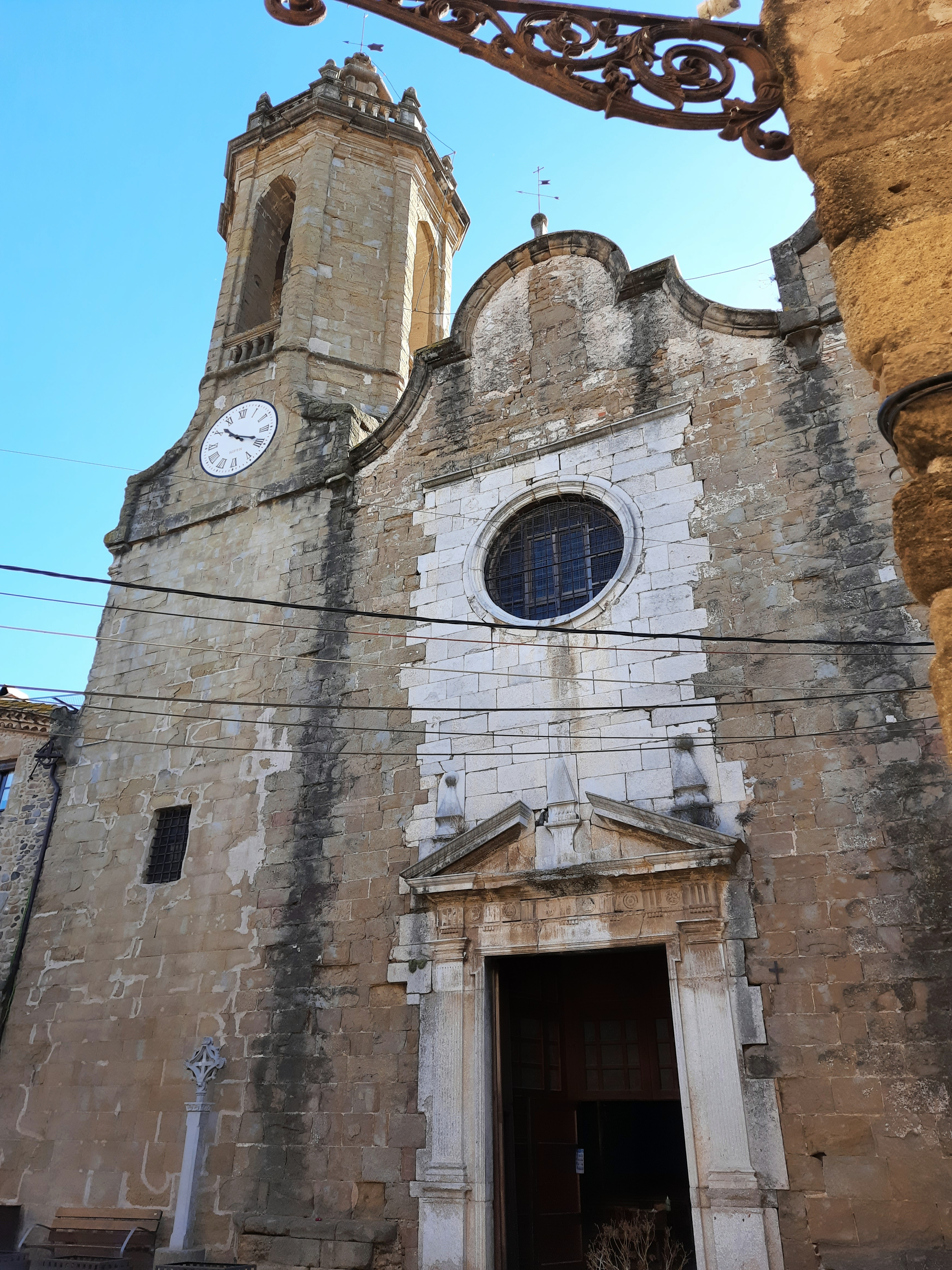

Sant Vicenç és una església parroquial al nucli de Rupià (Baix Empordà) protegida com a bé cultural d'interès local. La primera referència documental sobre l'església de sant Vicenç de Rupià data del 1139, com a part d'un conveni de vassallatge entre el bisbe de Girona i Arnau Gausfred. Durant el segle xiii, altres documents confirma l'existència de la parròquia de "sancti Vicenci de Rupiano".
L'edifici actual mostra en la seva configuració elements d'estils diversos, en correspondència amb les intervencions que ha anat experimentant al llarg del temps. La part més antiga conservada és la nau gòtica (s. XV). Entre els segles xvi i xvii s'hi afegiren les capelles laterals tardo-gòtiques i la sagristia, i al segle xviii correspon la construcció de la nova façana i del campanar, barrocs, així com de la darrera capella, realitzada ja en estil neoclàssic.
L'església de Sant Vicenç és un edifici de grans dimensions, de planta rectangular amb absis poligonal i cor als peus. A l'interior té una sola nau, amb 3 capelles a cada costat; la nau es cobreix amb volta de creueria. La façana principal presenta una estructura simètrica. La porta d'accés, rectangular, es troba decorada amb elements d'inspiració clàssica: pilastres d'emmarcament, tríglifs i mètopes amb relleus a la llinda, i frontó trencat amb tres pinacles descoronament.
Damunt la porta hi ha una obertura circular resseguida per una motllura senzilla. La façana, on es poden veure encara restes d'esgrafiats, mostra un coronament sinuós. el campanar, que s'aixeca a la banda esquerra, té base quadrada i cos superior octogonal, on s'obren quatre finestres ogivals. L'interior es cobreix amb volta de creueria. El conjunt es corona amb barana de balustres i un cos superior.